# Queen's Club Championships 1999 - Qualificazioni singolare
Le qualificazioni del singolare ai Queen's Club Championships 1999 sono state un torneo di tennis preliminare per accedere alla fase finale della manifestazione. I vincitori dell'ultimo turno sono entrati di diritto nel tabellone principale. In caso di ritiro di uno o più giocatori aventi diritto a questi sono subentrati i lucky loser, ossia i giocatori che hanno perso nell'ultimo turno ma che avevano una classifica più alta rispetto agli altri partecipanti che avevano comunque perso nel turno finale.
Le qualificazioni del torneo Queen's Club Championships 1999 prevedevano 45 partecipanti di cui 6 sono entrati nel tabellone principale.

## Teste di serie
1. Maks Mirny (secondo turno)
2. Ivo Heuberger (secondo turno)
3. Wayne Arthurs (secondo turno)
4. Maurice Ruah (secondo turno)
5. André Sá (primo turno)
6. Neville Godwin (secondo turno)

1. Michael Tebbutt (secondo turno)
2. Brian MacPhie (primo turno)
3. Adriano Ferreira (secondo turno)
4. Bob Bryan (primo turno)
5. Nenad Zimonjić (secondo turno)
6. Nenad Zimonjić (secondo turno)

## Qualificati
1. Arvind Parmar
2. Jeff Coetzee
3. David DiLucia

1. Michael Sell
2. David Wheaton
3. Oren Motevassel

## Tabellone

### Legenda
| - Q = Qualificato - WC = Wild card - LL = Lucky loser | - ALT = Alternate - SE = Special Exempt - PR = Protected Ranking | - w/o = Walkover - r = Ritirato - d = Squalificato |

### Sezione 1
|  | Primo turno       | Primo turno       | Primo turno       | Primo turno | Primo turno |  |  | Secondo turno | Secondo turno   | Secondo turno   | Secondo turno | Secondo turno |   |   | Ultimo turno   | Ultimo turno   | Ultimo turno   | Ultimo turno | Ultimo turno |  |
|  |                   |                   |                   |             |             |  |  |               |                 |                 |               |               |   |   |                |                |                |              |              |  |
|  |                   |                   |                   |             |             |  |  |               |                 |                 |               |               |   |   |                |                |                |              |              |  |
|  |                   |                   |                   |             |             |  |  |               | Tom Spinks      | Tom Spinks      | 4             | 4             |   |   |                |                |                |              |              |  |
|  | Martin Lee        | Martin Lee        | 6                 | 4           | 6           |  |  | 7             | Michael Tebbutt | Michael Tebbutt | 6             | 6             |   |   |                |                |                |              |              |  |
|  | Cyril Saulnier    | Cyril Saulnier    | 4                 | 6           | 4           |  |  |               |                 |                 |               |               |   |   | David Sherwood | David Sherwood | David Sherwood | 6            | 1            |  |
|  | Scott Humphries   | Scott Humphries   | Scott Humphries   | 6           | 7           |  |  |               |                 | Arvind Parmar   | Arvind Parmar | Arvind Parmar | 7 | 6 |                |                |                |              |              |  |
|  | Wesley Whitehouse | Wesley Whitehouse | Wesley Whitehouse | 3           | 6           |  |  | Mike Bryan    | Mike Bryan      | Mike Bryan      | 6             | 3             |   |   |                |                |                |              |              |  |
|  |                   | Yaoki Ishii       | 4                 | 6           | 6           |  |  | David Wheaton | David Wheaton   | David Wheaton   | 7             | 6             |   |   |                |                |                |              |              |  |
|  | 14                | Michael Joyce     | 6                 | 2           | 4           |  |  |               |                 |                 |               |               |   |   |                |                |                |              |              |  |

### Sezione 2
|  | Primo turno    | Primo turno      | Primo turno      | Primo turno | Primo turno |  |  | Secondo turno   | Secondo turno    | Secondo turno   | Secondo turno | Secondo turno |   |   | Ultimo turno | Ultimo turno   | Ultimo turno | Ultimo turno | Ultimo turno |  |
|  |                |                  |                  |             |             |  |  |                 |                  |                 |               |               |   |   |              |                |              |              |              |  |
|  |                |                  |                  |             |             |  |  |                 |                  |                 |               |               |   |   |              |                |              |              |              |  |
|  |                |                  |                  |             |             |  |  | Adam Peterson   | Adam Peterson    | Adam Peterson   | 2             | 4             |   |   |              |                |              |              |              |  |
|  | Simon Dickson  | Simon Dickson    | Simon Dickson    | 6           | 6           |  |  | Oren Motevassel | Oren Motevassel  | Oren Motevassel | 6             | 6             |   |   |              |                |              |              |              |  |
|  | Miles Maclagan | Miles Maclagan   | Miles Maclagan   | 2           | 3           |  |  |                 |                  |                 |               |               |   |   | 11           | Nenad Zimonjić | 6            | 4            | 4            |  |
|  | James Davidson | James Davidson   | James Davidson   | 6           | 6           |  |  |                 |                  |                 | Jeff Coetzee  | 4             | 6 | 6 |              |                |              |              |              |  |
|  | Ben Haran      | Ben Haran        | Ben Haran        | 1           | 3           |  |  |                 | Jim Grabb        | 7               | 6             | 6             |   |   |              |                |              |              |              |  |
|  | 13             | Gouichi Motomura | Gouichi Motomura | 6           | 6           |  |  | 9               | Adriano Ferreira | 6               | 7             | 7             |   |   |              |                |              |              |              |  |
|  |                | James Nelson     | James Nelson     | 1           | 0           |  |  |                 |                  |                 |               |               |   |   |              |                |              |              |              |  |

### Sezione 3
|  | Primo turno    | Primo turno     | Primo turno     | Primo turno | Primo turno |  |  | Secondo turno   | Secondo turno   | Secondo turno | Secondo turno | Secondo turno |   |   | Ultimo turno | Ultimo turno   | Ultimo turno   | Ultimo turno | Ultimo turno |  |
|  |                |                 |                 |             |             |  |  |                 |                 |               |               |               |   |   |              |                |                |              |              |  |
|  |                |                 |                 |             |             |  |  |                 |                 |               |               |               |   |   |              |                |                |              |              |  |
|  |                |                 |                 |             |             |  |  | 1               | Maks Mirny      | 4             | 6             | 6             |   |   |              |                |                |              |              |  |
|  | Grant Stafford | Grant Stafford  | 6               | 6           | 7           |  |  |                 | Martin Lee      | 6             | 3             | 7             |   |   |              |                |                |              |              |  |
|  | Mark Merklein  | Mark Merklein   | 4               | 7           | 6           |  |  |                 |                 |               |               |               |   |   | 6            | Neville Godwin | Neville Godwin | 4            | 2            |  |
|  | Ben Ellwood    | Ben Ellwood     | Ben Ellwood     | 6           | 6           |  |  |                 |                 |               | David DiLucia | David DiLucia | 6 | 6 |              |                |                |              |              |  |
|  | Jack Waite     | Jack Waite      | Jack Waite      | 3           | 1           |  |  | Scott Humphries | Scott Humphries | 3             | 7             | 0             |   |   |              |                |                |              |              |  |
|  | 12             | Lorenzo Manta   | Lorenzo Manta   | 6           | 6           |  |  | Yaoki Ishii     | Yaoki Ishii     | 6             | 5             | 6             |   |   |              |                |                |              |              |  |
|  |                | T. J. Middleton | T. J. Middleton | 3           | 4           |  |  |                 |                 |               |               |               |   |   |              |                |                |              |              |  |

### Sezione 4
|  | Primo turno         | Primo turno         | Primo turno    | Primo turno | Primo turno |  |  | Secondo turno | Secondo turno    | Secondo turno | Secondo turno | Secondo turno |   |   | Ultimo turno | Ultimo turno | Ultimo turno | Ultimo turno | Ultimo turno |  |
|  |                     |                     |                |             |             |  |  |               |                  |               |               |               |   |   |              |              |              |              |              |  |
|  | 4                   | Maurice Ruah        | Maurice Ruah   | 7           | 6           |  |  |               |                  |               |               |               |   |   |              |              |              |              |              |  |
|  |                     | Kyle Spencer        | Kyle Spencer   | 6           | 4           |  |  |               | Simon Dickson    | Simon Dickson | 5             | 4             |   |   |              |              |              |              |              |  |
|  | Peter Tramacchi     | Peter Tramacchi     | 7              | 1           | 6           |  |  | 2             | Ivo Heuberger    | Ivo Heuberger | 7             | 6             |   |   |              |              |              |              |              |  |
|  | Frederik Fetterlein | Frederik Fetterlein | 5              | 6           | 4           |  |  |               |                  |               |               |               |   |   | Mark Hilton  | Mark Hilton  | Mark Hilton  | 1            | 2            |  |
|  | Mark Knowles        | Mark Knowles        | Mark Knowles   | 7           | 6           |  |  |               |                  | Michael Sell  | Michael Sell  | Michael Sell  | 6 | 6 |              |              |              |              |              |  |
|  | Donald Johnson      | Donald Johnson      | Donald Johnson | 5           | 3           |  |  |               | James Davidson   | 4             | 6             | 0             |   |   |              |              |              |              |              |  |
|  |                     | Sandon Stolle       | Sandon Stolle  | 6           | 7           |  |  | 13            | Gouichi Motomura | 6             | 4             | 6             |   |   |              |              |              |              |              |  |
|  | 10                  | Bob Bryan           | Bob Bryan      | 2           | 6           |  |  |               |                  |               |               |               |   |   |              |              |              |              |              |  |

### Sezione 5
|  | Primo turno       | Primo turno       | Primo turno       | Primo turno | Primo turno |  |  | Secondo turno | Secondo turno  | Secondo turno  | Secondo turno | Secondo turno |   |   | Ultimo turno | Ultimo turno    | Ultimo turno    | Ultimo turno | Ultimo turno |  |
|  |                   |                   |                   |             |             |  |  |               |                |                |               |               |   |   |              |                 |                 |              |              |  |
|  |                   | Arvind Parmar     | Arvind Parmar     | 6           | 7           |  |  |               |                |                |               |               |   |   |              |                 |                 |              |              |  |
|  | 5                 | André Sá          | André Sá          | 4           | 5           |  |  |               | Grant Stafford | Grant Stafford | 3             | 1             |   |   |              |                 |                 |              |              |  |
|  | David Sherwood    | David Sherwood    | David Sherwood    | 7           | 6           |  |  | 3             | Wayne Arthurs  | Wayne Arthurs  | 6             | 6             |   |   |              |                 |                 |              |              |  |
|  | Brandon Coupe     | Brandon Coupe     | Brandon Coupe     | 6           | 1           |  |  |               |                |                |               |               |   |   | 7            | Michael Tebbutt | Michael Tebbutt | 6            | 0            |  |
|  | Jeff Coetzee      | Jeff Coetzee      | Jeff Coetzee      | 6           | 7           |  |  |               |                |                | David Wheaton | David Wheaton | 7 | 6 |              |                 |                 |              |              |  |
|  | Graeme Darlington | Graeme Darlington | Graeme Darlington | 2           | 5           |  |  |               | Ben Ellwood    | Ben Ellwood    | 3             | 5             |   |   |              |                 |                 |              |              |  |
|  | 11                | Nenad Zimonjić    | Nenad Zimonjić    | 6           | 6           |  |  | 12            | Lorenzo Manta  | Lorenzo Manta  | 6             | 7             |   |   |              |                 |                 |              |              |  |
|  |                   | Matthew Trudgeon  | Matthew Trudgeon  | 2           | 4           |  |  |               |                |                |               |               |   |   |              |                 |                 |              |              |  |

### Sezione 6
|  | Primo turno         | Primo turno         | Primo turno         | Primo turno | Primo turno |  |  | Secondo turno | Secondo turno   | Secondo turno   | Secondo turno   | Secondo turno   |   |   | Ultimo turno | Ultimo turno     | Ultimo turno     | Ultimo turno | Ultimo turno |  |
|  |                     |                     |                     |             |             |  |  |               |                 |                 |                 |                 |   |   |              |                  |                  |              |              |  |
|  | 6                   | Neville Godwin      | 6                   | 6           | 6           |  |  |               |                 |                 |                 |                 |   |   |              |                  |                  |              |              |  |
|  |                     | Jamie Delgado       | 7                   | 1           | 1           |  |  | 4             | Maurice Ruah    | Maurice Ruah    | 6               | 1               |   |   |              |                  |                  |              |              |  |
|  | David DiLucia       | David DiLucia       | David DiLucia       | 6           | 6           |  |  |               | Peter Tramacchi | Peter Tramacchi | 7               | 6               |   |   |              |                  |                  |              |              |  |
|  | Jean-Michel Péquery | Jean-Michel Péquery | Jean-Michel Péquery | 1           | 2           |  |  |               |                 |                 |                 |                 |   |   | 9            | Adriano Ferreira | Adriano Ferreira | 6            | 3            |  |
|  | Mark Hilton         | Mark Hilton         | Mark Hilton         | 6           | 6           |  |  |               |                 |                 | Oren Motevassel | Oren Motevassel | 7 | 6 |              |                  |                  |              |              |  |
|  | Grant Silcock       | Grant Silcock       | Grant Silcock       | 1           | 4           |  |  | Mark Knowles  | Mark Knowles    | Mark Knowles    | 5               | 6               |   |   |              |                  |                  |              |              |  |
|  |                     | Michael Sell        | 2                   | 6           | 6           |  |  | Sandon Stolle | Sandon Stolle   | Sandon Stolle   | 7               | 7               |   |   |              |                  |                  |              |              |  |
|  | 8                   | Brian MacPhie       | 6                   | 2           | 3           |  |  |               |                 |                 |                 |                 |   |   |              |                  |                  |              |              |  |